# Alter Kranen (Marktbreit)

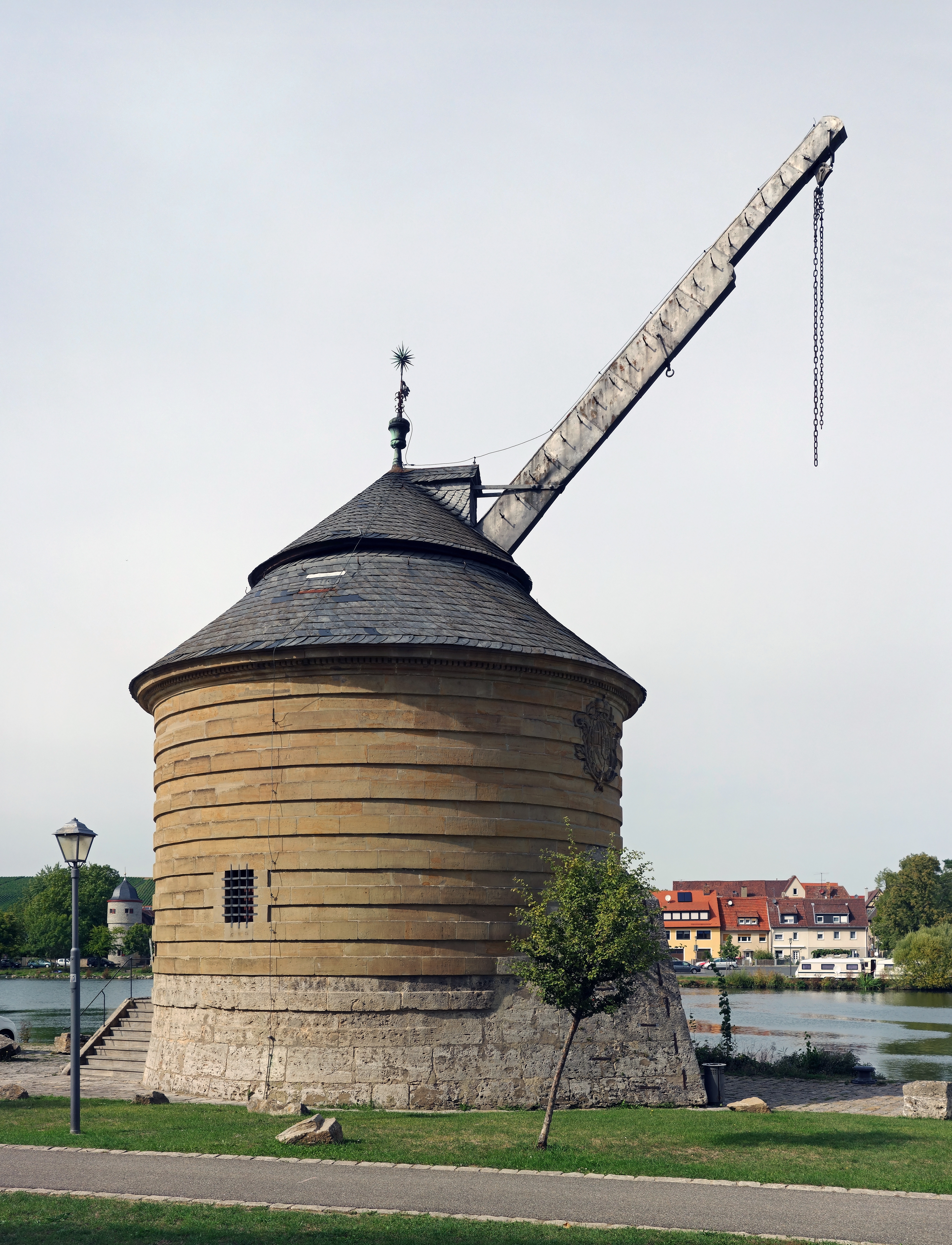
Alter Kranen in Marktbreit

Der Alte Kranen in Marktbreit (auch Mainkran genannt) am linken Mainufer ist ein aus Stein und Holz gefertigter Hauskran (Frachtkran) nach dem Prinzip des Tretlastkranes des 18. Jahrhunderts und einer der wenigen erhaltenen Kräne seiner Zeit.

## Beschreibung
Das zylindrische Kranhaus ist ein aus ungefähr einem Meter dicken Mauerwerk gefügter Rundbau von 9,25 m Durchmesser und 6 m Höhe bis zur vorkragenden Dachauflage. Der Sockel besteht aus sechs Schichten gerundeter Muschelkalkblöcke, zwei konischen Basislagen und vier zylindrischen Lagen, jeweils die zweite und vierte um etwa 5 cm eingerückt. Die weitere Außenwand ist aus ockerfarbenem, gerundetem Sandstein gemauert, ebenfalls alternierend eingerückt. Damit werden im äußeren Mauerwerk mit seinen 24 Steinlagen inklusive konischer Sockelmauer und vorkragendem Abschlusssims zur Dachauflage elf umlaufende etwa 28 cm hohe Ringfurchen gebildet. Das flache Kegeldach (Gesamthöhe: 7 m; 5,8 m bis zur Turmkugel ohne Bleispitze, Neigung: etwa 40°) besteht aus dem feststehenden unteren Teil und dem drehbaren Oberteil mit kleiner Dachgaube als Zugang zum Ausleger und zur Überwachung der Ladegeschäfte über dem bleiverkleideten Holzausleger mit Kette, Kugel und Flaschendoppelhaken (Gesamtlänge: 12,5 m, davon 9,4 m aus dem Dach ragend, 50° Auslegerwinkel). Die Kette läuft von der Tretradachse über eine Rolle am Fuße des an der Kransäule angeschlagenen Auslegers über das Rollenwerk an dessen Spitze zur Heberolle mit Haken (Flasche), das Ende ist an der Auslegerspitze verankert. Der Seilschmierer musste an den 18 Steigkrampen des Auslegers zum Keranichschnabel, dem Auslegerende, klettern und die Kettenrollen gut fetten. Die hölzerne Dachstuhlkonstruktion ruht bündig in die oberste Steinlage eingelassen, gestützt von 14 an der Innenwand anliegenden und platzsparend in etwa 3,5 m Höhe auf einer Wandaussparung aufliegenden Stützbalken, die bei anderen Kränen bis zum Boden reichen. Die Rundbogeneingang (~2,9 m hoch) mit rechtwinklig angesetzter Steintreppe und Holztür befindet sich an der Westseite etwa 1,60 m über Bodenniveau. Auf Darstellungen zu Beginn des 19. Jahrhunderts war der Eingang überdacht. Zum Schutz vor dem immensen Druck von Treibeis und Hochwasser wurde auf der stromaufwärts gelegenen Ostseite des Kranhauses ein Eisbrecher aus Muschelkalk fest mit der Außenwand verbunden, darüber das aufwendig gestaltete Wappen des Stifters, Fürst Johann I. Nepomuk aus dem Hause Schwarzenberg. Zwei gegenüberliegende vergitterte Fenster zum Main und zur Stadt sorgen für etwas Licht. Die schildförmige Hinweistafel nahe dem Aufgang besagt: „1784 nach Zerstörung durch Hochwasser neu erbaut durch Fürst Johann I. zu Schwarzenberg. Im Inneren zwei miteinander verbundene Treträder. Auf der Ostseite Eisbrecher, darüber Wappen des Fürstenhauses. Kran diente im 18. und 19. Jh. zum Be- und Entladen der Schiffe im Engroshandel mit Landesprodukten und importierten Kolonialwaren.“
Der knapp 13 m hohe Kran (16 m am Auslegerende) besitzt im Innern das original eichene und voll funktionsfähige Doppelradantriebswerk (Kettenwindwerk, Seilwindwerk), das für die meisten Tretkräne gemeinsames Merkmal war. Die Antriebsräder von etwa 5 m Durchmesser sitzen auf der Kettenwelle in einem Holzrahmen. Er wurde über einen mit ihm verbundenen horizontalen, zwischen den Rädern verlaufenden Querbalken (Deichsel) an dessen beiden Enden von je zwei Kranarbeitern um die Mittelachse des mit dem Räderrahmen einerseits und dem Kegeldach mit dem Ausleger andererseits verbundenen, vierkantigen, spitzengelagerten Eichenstamms, der Kransäule (auch Kaiserbaum genannt), gedreht. Der Kran benötigte einen vereidigten Kranmeister, der in den Diensten des Kranpächters stand und für Bezahlung der Bediensteten im und am Kran, für den Ablauf der Krangeschäfte sowie für die in den Rädern laufenden Windenknechte, eine 15 – 25 Mann umfassenden Mannschaft, die der eigenen Zunft der „Aufläder“ angehörte, verantwortlich war. Der Aufläder oder Kranknecht – nicht zu verwechseln mit dem Windenknecht, dem Windenfahrer, dem Radläufer, dem Krantreter oder dem Kranarbeiter in den Treträdern oder an der Deichsel im Kranhaus – arbeitete außerhalb des Krans an der Kranlast, sei es am Kai oder im Mainschiff. Die original 50 m lange und mit 4,00 kg/m spezifischer Masse insgesamt 1.690 kg schwere Kette hatte eine geprüfte Tragfähigkeit von 3.190 kg bzw. 3,2 metrischen Tonnen.
Der Alte Kranen weist eine gewisse Ähnlichkeit mit dem Andernacher Alten Krahnen auf: Steinrundbau (hier ohne ein das Dach überragendes Kranzgesims), Kegeldach mit Gaube über dem Ausleger, Eisbrecher in Stromaufwärtsrichtung, Wappen.

## Geschichte
Der heutige Hafenkran ist der Nachfolgebau des bei dem Jahrhunderteisgang Anfang März 1784 zerstörten Vorgängerbaus, dessen ebenfalls rundes Kranhaus eine Holz-Fachwerkkonstruktion vergleichbar mit dem Lüneburger Kran aufwies. Ihn ließ Joseph I. Adam, 4. Fürst von Schwarzenberg, vermutlich zwischen 1745 und 1755 errichten. Dem starken Eisgang mit Hochwasser und treibenden Holzstämmen bot er kaum Widerstand und wurde als Ganzes von den Fluten mitgerissen. Im selben Jahr ließ Johanns I. Nepomuk, 5. Fürst von Schwarzenberg von 1782 bis 1789, per Dekret den heutigen Hauskran als „Kranich aus Holz und Stein […] mit einem Ausleger“ durch den Maurermeister Johannes Michel neu errichten. Der Bau eines solchen Verladekrans bedurfte seinerzeit stets der landesfürstlichen Genehmigung. Er diente dem Warenumschlag von den Mainschiffen auf Karren und Fuhrwerke und umgekehrt.
1806 wurde Marktbreit bayrisch, Kran und dazugehöriges Lagerhaus kamen damit 1814 in bayerischen Besitz. Der Kran war bis 1899/1900 in Betrieb und ist seitdem ein Industriedenkmal für die reichen und weitläufigen Handelsbeziehungen und -aktivitäten auf dem Main und ein Wahrzeichen von Marktbreit. Mit den Hafentretkränen in Andernach, Trier (2) und Würzburg ist er einer der letzten fünf erhaltenen steinernen Hauskräne mit drehbarem Dach.
Zu besonderen Anlässen sind Führungen mit Einblicken in das Innere des Krans möglich.